# Rheinallee 34 (Bonn)

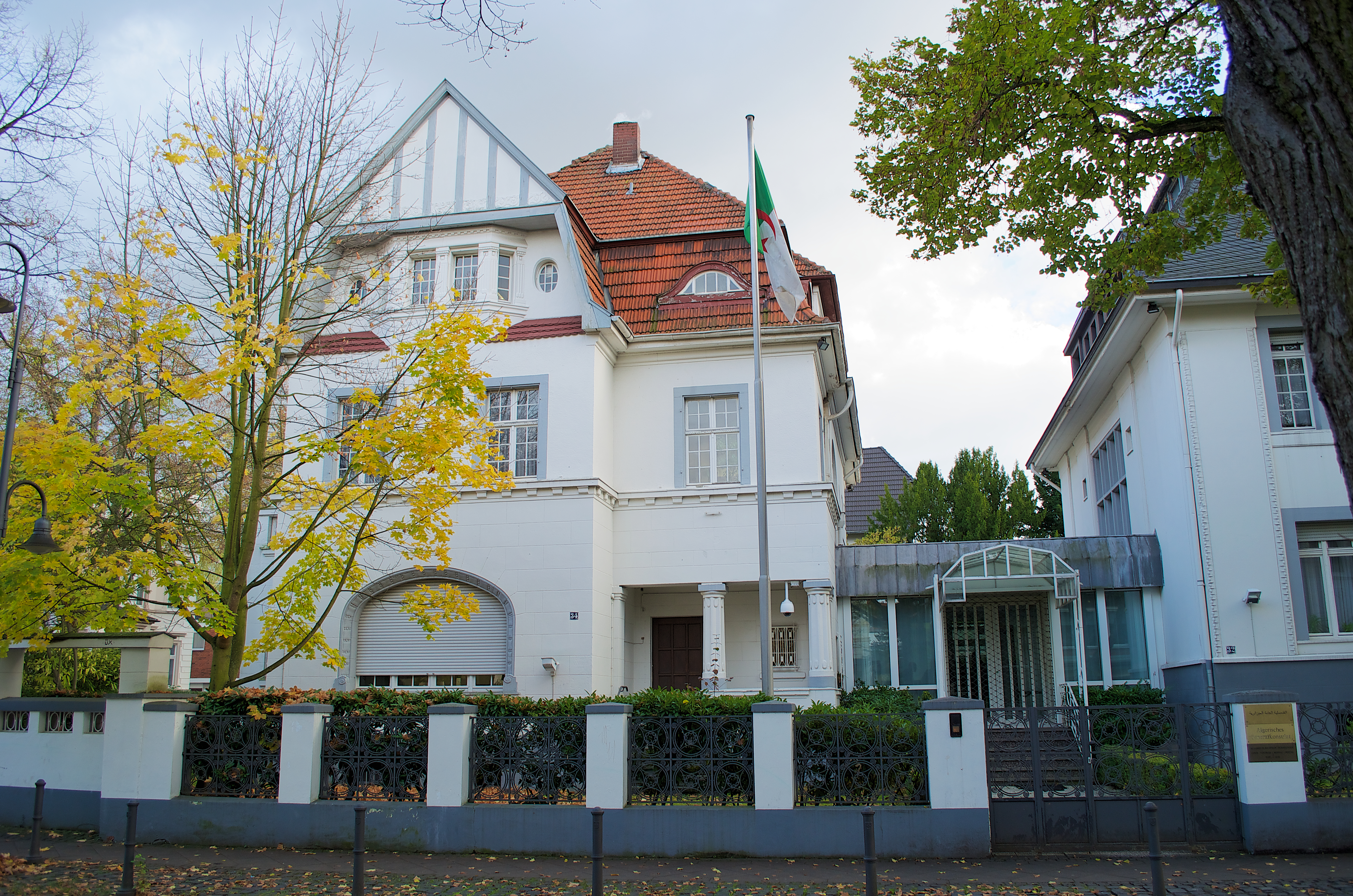
Villa Rheinallee 34 als Generalkonsulat von Algerien (2012)

Das Gebäude Rheinallee 34 ist eine Villa im Bonner Stadtbezirk Bad Godesberg, die 1909/10 errichtet wurde. Sie liegt im Ortsteil Godesberg-Villenviertel an der Südseite der Rheinallee Ecke Kronprinzenstraße. Die Villa steht als Baudenkmal unter Denkmalschutz.

## Geschichte
Die Villa entstand als Teil des nach 1900 intensiv bebauten Godesberger Villenviertels nach einem Entwurf des ortsansässigen Architekten Willy Maß, der auch als Bauherr auftrat. Nach 1918 bewohnte Maß mit seiner Familie zeitweise das Gebäude.
1954 wurde die Villa Sitz der Kanzlei der Botschaft der Republik Türkei in der Bundesrepublik Deutschland am Regierungssitz Bonn. Sie war in dem Gebäude bis zur Errichtung eines Neubaus im Ortsteil Mehlem Ende der 1960er-Jahre ansässig (→ Botschaft der Republik Türkei (Bonn)). Neuer Nutzer des Anwesens wurde die Botschaft des Tschads, deren Kanzlei hier 1968 ihren Sitz nahm und bis 1979 beheimatet war. 1980 übernahm die Botschaft von Griechenland mit ihrer Kanzlei das Gebäude und nutzte es bis Mitte der 1980er-Jahre. An ihre Stelle trat danach die in der benachbarten Villa Rheinallee 32 ansässige Botschaft von Algerien, um die Liegenschaft zur Erweiterung ihrer Amtsräume zu nutzen (→ Botschaft der Demokratischen Volksrepublik Algerien (Bonn)). Dazu wurden beide Villen baulich durch einen Zwischentrakt miteinander verbunden.
Nach dem mit der Verlegung des Regierungssitzes verbundenen Umzug der algerischen Botschaft 1999/2000 nach Berlin blieb die Villa gemeinsam mit dem Nachbarhaus im Besitz des Staates und war Teil des algerischen Generalkonsulats, bis dieses Ende 2013 nach Frankfurt am Main verlegt wurde. Die beiden Gebäude gehören weiterhin der Demokratischen Volksrepublik Algerien.

## Architektur
Die Villa ist zweigeschossig auf unregelmäßigem Grundriss im Heimatstil errichtet. Der straßenseitige Giebel ist in Fachwerk ausgeführt. Die Verbindung zum Nachbarhaus bildet ein eingeschossiger, verglaster Zwischentrakt, der den Eingang aufnimmt.